# Scenografija
Scenografija je složenica grčkog podrijetla od riječi scene (grčki: σκηνη, što znači pozornica), i riječi grafein ( grčki: γραφειν, koja pak znači pisati ili opisati). Scenografija je dakle jednostavno - opis onog što je na pozornici.
Scenografija danas znači vještinu izrade likovne pozadine kazališnog, filmskog ili televizijskog djela (iluzije). Ova djelatnost se odnosi prvenstveno na likovno osmišljavanje prostora pojedinih činova (u kazalištu), ili kadrova (na filmu), u skladu s tekstualnim predloškom djela kojeg treba prenijeti na scenu, u skladu s teoretskim i praktičnim aspektima predloška. Rad scenografa vezan je uz pojam prostora u kojem će se djelo zbivati, on ga mora osmisliti (izgraditi),  promijeniti ga ( po potrebi djela) i smjestiti u njega protagoniste djela. Uloga scenografa je po mnogo čemu slična i koji put analogna ulozi dramaturga. Scenograf je samo dio tima koji osmišljava neko kazališno, filmsko ili televizijsko djelo, - on je nužno vezan uz redatelja s kojim zajednički osmišljava realizaciju.
Scenografija danas nije pojam nužno vezan samo uz kazalište, film ili televiziju, danas se to odnosi na svako osmišljavanje prostora namijenjeno nekoj javnoj izvedbi, od izložaba do političkih događanja.
Scenografija se seli i u virtualni svijet računalnih igara i programa, i za njih treba osmisliti prostor u kojem će se virtualne radnje zbivati.

## Vanjske poveznice
- Međunarodni scenografski online žurnal ( na engleskom)
- Palatine Directory: Dizajn / Scenografija ( na engleskom)
- Scenography - The Theatre Design Website Kazališni dizajn / Scenografija  ( na engleskom)
- Životopis scenografa Jaroslava Maline  Arhivirana inačica izvorne stranice od 25. veljače 2006. (Wayback Machine)